# Gmina Rybno (Powiat Sochaczewski)
Die Gmina Rybno ist eine Landgemeinde im Powiat Sochaczewski der Woiwodschaft Masowien in Polen. Ihr Sitz ist das gleichnamige Dorf mit etwa 600 Einwohnern.

## Gliederung
Zur Landgemeinde Rybno gehören folgende 24 Dörfer mit einem Schulzenamt:
Aleksandrów
Antosin
Bronisławy
Cypriany
Ćmiszew-Parcel
Ćmiszew Rybnowski
Erminów
Jasieniec
Józin
Kamieńszczyzna
Karolków Rybnowski
Karolków Szwarocki
Konstantynów
Koszajec
Ludwików-Rybionek
Matyldów
Nowa Wieś
Nowy Szwarocin
Rybno
Sarnów
Stary Szwarocin
Wesoła
Wężyki
Złota
Ein weiterer Ort der Gemeinde ist Zofiówka.